# Vitrea diaphana
Vitrea diaphana is een slakkensoort uit de familie van de Pristilomatidae. De wetenschappelijke naam van de soort werd in 1820 voor het eerst geldig gepubliceerd door Samuel Studer. Het is de typesoort van het geslacht Vitrea.

## Kenmerken
De rechts opgerolde, vrij kleine kast is zeer afgeplat en conisch, de draad komt van opzij gezien nauwelijks omhoog. Het heeft een breedte van 3,1 tot 4,2 mm en een hoogte van 1,8 tot 2,1 mm. Het heeft 5½ tot 6 strak gewikkelde, regelmatige, slechts langzaam toenemende windingen. De laatste krans is 1,7 tot 2,3 keer zo breed bij de mond als de vorige winding. De mond is bijna half afgesneden van de vorige winding. Het is transversaal elliptisch of transversaal eivormig wanneer direct van bovenaf bekeken, en schuin halvemaanvormig vanwege de sterke incisie gemaakt door de vorige winding. De mond staat bijna loodrecht op de windingas. De mondrand is meestal recht en spits aflopend. Het kan echter af en toe iets worden versterkt. De spilrand is gevouwen en eeltig verdikt. De navel is gesloten en wordt vaak bedekt door de gevouwen rand van de spil.
De dunne schil is kleurloos en glasachtig doorschijnend. Het oppervlak van de behuizing is bijna glad en hoogglans. De groeilijnen zijn alleen duidelijk zichtbaar in de buurt van de naad. iets meer gestreept.

## Vergelijkbare soorten
Vitrea diaphana verschilt van de grote kristalslak (Vitrea crystallina) en Vitrea subrimata doordat hij een gesloten navel heeft. Vitrea transsylvanica is iets meer opgerold. De mondrand buigt aan de bovenzijde naar voren. Vitrea erjaveci heeft strakker opgerolde windingen.

## Geografische spreiding en leefgebied
Het verspreidingsgebied strekt zich uit over Zuid-Polen, Tsjechië, Slowakije, Hongarije, West-Oekraïne, grote delen van Roemenië, Slovenië, Kroatië, de Balkan, Oostenrijk, Zwitserland, de zuidelijke helft van Duitsland, het Italiaanse schiereiland en Zuidoost-Frankrijk tot de oostelijke Pyreneeën. In Bulgarije is het tot 1300 meter boven zeeniveau gedocumenteerd.
Vitrea diaphana leeft op matig vochtige locaties, onder bladafval en dood hout, tussen rotsen en puin van bergbossen.